# Schrift

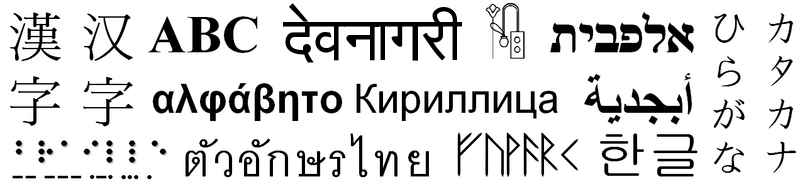
Schriften van over de hele wereld.

Een schrift of schrijfsysteem is een systeem om taal grafisch weer te geven. Met behulp van schrift kan men een boodschap vastleggen (schrijven) die vervolgens (ook na verplaatsing en/of tijdsverloop) kan worden gelezen.

## Geschiedenis

Vergelijking van de evolutie van pictogrammen tot meer abstracte vormen in Mesopotamisch spijkerschrift, Egyptische hiërogliefen en Chinese karakters.

Voor de ontwikkeling van het schrift was het in bepaalde situaties noodzakelijk om dingen en gebeurtenissen te onthouden, zowel ten aanzien van bezittingen als over bepaalde gemaakte afspraken. Dat was niet eenvoudig en leidde vaak tot conflictsituaties. Schrijven is een methode om informatie over bepaalde onderwerpen op te slaan en te kunnen doorgeven aan anderen, die zich op een afstand bevinden, zowel in ruimte als in tijd. Het schrift werd niet uitgevonden door een persoon of een gemeenschap. Het ontwikkelde zich op een natuurlijk wijze op verschillende plaatsen uit de behoefte om dingen te registreren of gebeurtenissen vast te leggen. Het nam dan ook verschillende vormen, van eenvoudig beeldschrift tot een soort letters die klanken van een taal voorstelden. Dat werd dan vastgelegd op verschillende materialen, zoals papyrus, wat zich ontwikkelde tot papier, en aardewerk door middel van inscripties. Dus op die manier werd het schrift gebruikt om informatie, zoals gebeurtenissen en handelsovereenkomsten op te schrijven. Het is hierdoor een belangrijke bron voor de geschiedenis van volkeren en culturen.
Duizenden jaren geleden kwamen de eerste niet-nomadische culturen tot bloei. In plaats van rond te trekken, vingen en domesticeerden deze mensen dieren en ze verbouwden groenten en andere gewassen (de eerste landbouw, die 10 000 à 12 000 jaar geleden begon, nadat in Eurazië het Weichselien was geëindigd). Dit bracht vele veranderingen met zich mee, waaronder de mogelijkheid dingen op te slaan en te verhandelen. Hierbij ontstonden de eerste kunstmatige geheugensystemen, waarmee men de handel ging documenteren. Uit deze vroege geheugensystemen ontwikkelde zich ook het schrift. Het schrift maakte het mogelijk ook zaken vast te leggen die niet met de handel te maken hadden, zoals de verhalen die tot dan toe alleen mondeling overgedragen konden worden.
Vermoedelijk ontstond het schrift zo'n 5000 tot 6000 jaar geleden, rond 3500 v.Chr. in Soemer en later in zeer uiteenlopende gebieden van de wereld, zoals Egypte, de Indusvallei en China en (tussen 1200 en 400 v.Chr.) ook in Meso-Amerika. Waarschijnlijk is het schrift vanuit Mesopotamië verspreid naar de Indusvallei en naar Egypte. Aangenomen wordt dat het Chinese schrift onafhankelijk daarvan is ontwikkeld.
Over het algemeen ziet men in de geschiedenis een soort ontwikkeling van pictografisch schrift (ieder begrip heeft een eigen schriftteken) via lettergrepenschrift (vereenvoudigd beeldschrift) naar alfabetisch schrift (alleen klinkers en/of medeklinkers hebben een schriftteken) omdat dit laatste gemakkelijker aan te leren is. Alfabetisch schrift heeft, in tegenstelling tot de duizenden tekens van beeldschriften, maar een paar tientallen tekens nodig om mee te kunnen schrijven en lezen.
Het eerste alfabet was waarschijnlijk het Fenicisch alfabet, dat omtrent het jaar 2000 voor Christus ontstond. De Feniciërs, een zeevarend volk, gebruikte dit alfabet dat, in tegenstelling tot het Mesopotamische spijkerschrift, maar enkele tientallen tekens kende en dus gemakkelijker aan te leren was. Dit schrift leidde tot de Aramese en Griekse schriften. Deze schriften zelf leidden weer tot de schriften die worden gebruikt door de hele regio, van West-Azië tot Afrika en Europa. Het Griekse alfabet introduceerde voor de eerste keer in de geschiedenis expliciete letters voor klinkerklanken. De Griekse en Latijnse schriften leidden tot meerdere Europese schriften in de vroege eeuwen na Christus, zoals de Runen, Gotische en Cyrillische alfabetten, terwijl het Aramese schrift ontwikkelde tot de Hebreeuwse, Arabische en Syrische abjad's, waarvan de laatste zelfs ontwikkelde tot het Mongoolse schrift. Het Zuid-Arabische schrift leidde tot het Ge'ez abugida. Sommige geleerden denken dat de Brahmische schriften van India en Zuidoost-Azië ook van het Aramese schrift afstammen.

## Schrijven als proces
Schrijven is een van de manieren waarop taal kan worden gebruikt. Taalgebruik is namelijk gebaseerd op het vermogen geschreven of gesproken taal te begrijpen of te produceren. Bij schrijven gaat het om het produceren van geschreven woorden en zinnen.
Hierbij wordt een woord uit het mentale lexicon (een soort mentaal woordenboek) opgediept, en vervolgens via een aantal tussenstappen (analyse van respectievelijk de woordbetekenis, de visuele woordvorm, opstellen van een schrijfplan) in een geschreven woord omgezet. Mogelijk wordt, net als bij het lezen, bij het schrijven soms gebruikgemaakt van een indirecte of fonologische route, dat wil zeggen dat het woord eerst innerlijk wordt uitgesproken en daarna wordt vertaald naar een orthografische code (de visuele woordvorm of het schriftbeeld).
Kunnen schrijven hangt samen met kunnen spellen: weten uit welke letters een woord is samengesteld en/of de fonemen van gesproken taal kunnen omzetten in grafemen.
Bij schrijfstoornissen, samengevat met de term agrafie zijn twee varianten te onderscheiden: fonologische en lexicale agrafie. In het eerste geval heeft men vooral moeite met het spellen en schrijven van verzonnen woorden (er is een probleem met de fonologische route), in het tweede geval bij het spellen en schrijven van bestaande woorden (er is een probleem met de directe route).

## Soorten en verwantschap

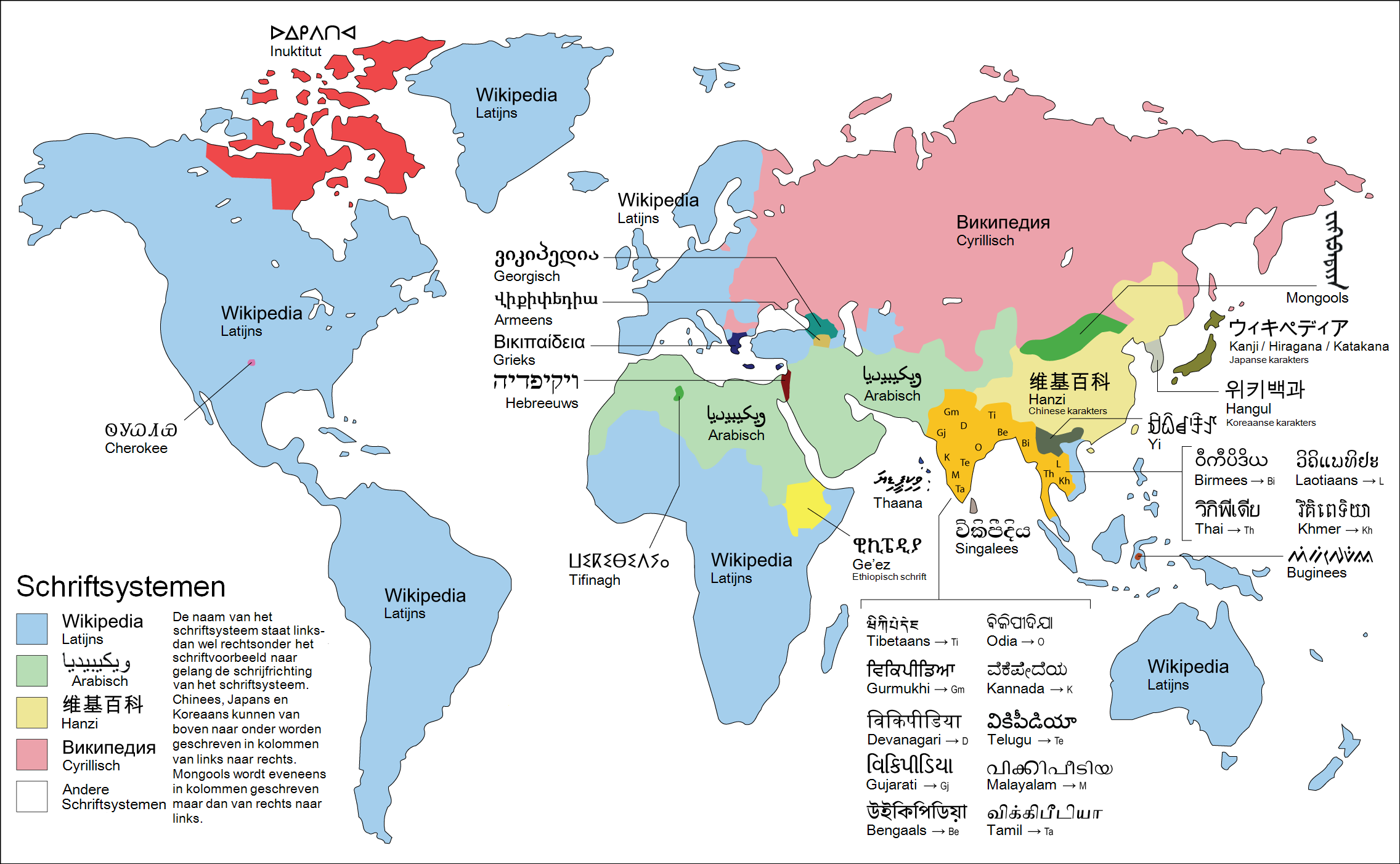
Tegenwoordig gebruikte schriftsystemen

Men kan schriften naar het gekozen weergaveprincipe in drie typen verdelen: logografisch of beeldschrift, syllabisch of lettergrepenschrift en alfabetisch schrift.

### Beeldschrift
Tegenwoordig is het meest gebruikte beeldschrift het Chinese schrift dat met vele duizenden beeldtekens (karakters of Hanzi) geschreven wordt. Er is tegenwoordig naast het klassieke beeldschrift ook een vereenvoudigd Chinees beeldschrift in gebruik dat iets gemakkelijker aan te leren en te schrijven is. Er zijn in de loop der tijd zo'n 56.000 unieke Hanzi-tekens ontstaan, maar een goed opgeleide, belezen Chinees kent er gemiddeld maar zo'n 7000.
Ook het Japans wordt gedeeltelijk met beeldtekens geschreven. Het Japans schrift is eigenlijk een combinatie van drie verschillende systemen waarvan het belangrijkste, Kanji, vrijwel ongewijzigd is overgenomen van het Chinese Hanzi. Ook de cijfers die in de Westerse wereld worden gebruikt zijn in feite beeldtekens.

### Lettergrepenschrift
Het syllabisch schrift of lettergrepenschrift komt in de moderne tijd zelden voor. Terwijl beeldschriften één enkel teken gebruiken voor één heel woord, gebruiken lettergrepenschriften één teken voor één bepaalde lettergreep, die samen woorden vormen. Een teken in een lettergrepenschrift vertegenwoordigt doorgaans een medeklinker gevolgd door een klinker, of enkel een klinker. In een "echt lettergrepenschrift" is er geen grafische overeenkomst tussen fonetisch gerelateerde tekens, wat betekent dat de tekens voor /ke/, /ka/ en /ko/ geen grafische gelijkenis hebben die hun gedeelde /k/-klank zou aanduiden.
Voorbeelden zijn het Cherokee syllabisch schrift, het Oji-Cree Ojibwe, het Yi-schrift van het Yi-volk en het Japanse Katakana en Hiragana. Ook diverse Inuittalen hebben een syllabisch schrift, het Inuktitut-schrift. Vroeger waren schriften van dit type vrij algemeen: zoals de hiërogliefen, het Lineair A en het Lineair B en het schrift van de Maya's.

### Abugida

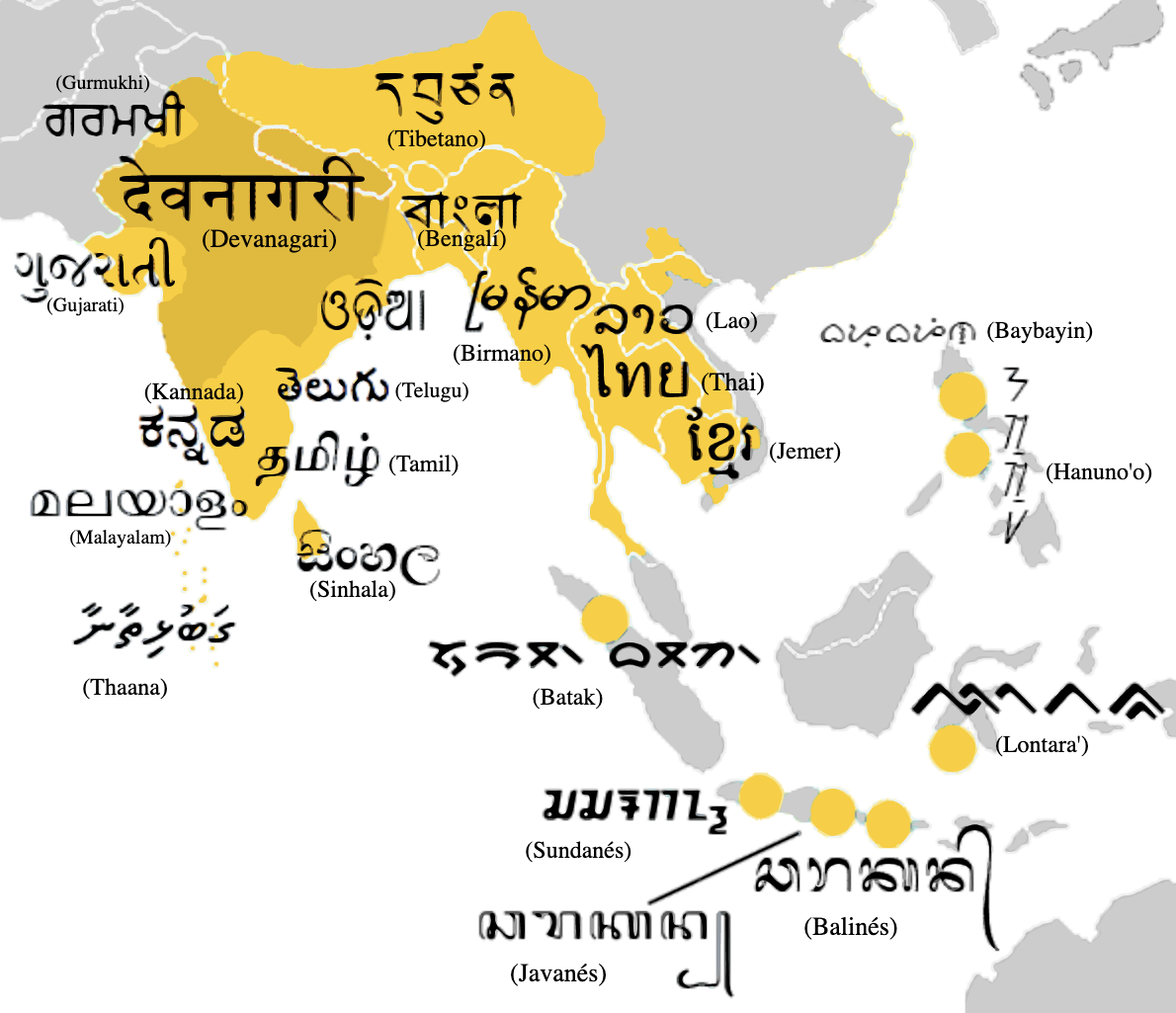
De verschillende Brahmische schriften in Zuid- en Zuidoost-Azië

Een abugida is een type schrift waarin de belangrijkste tekens de medeklinkers zijn. Abugida is een tussenvorm van syllabisch en alfabetisch schrift. De letters voor de basismedeklinker hebben een impliciete klinker en consequente aanpassingen van de basisletter om andere klinkers aan te duiden. In sommige gevallen ontbreekt een klinker. De Brahmische schriften, die behoren tot de abugida, worden verder gekenmerkt door het ontbreken van hoofdletters, scheiding tussen de woorden, en het schrift loopt horizontaal van links naar rechts. Verschillende, nog veel gebruikte schriften, zijn afgeleid van het Brahmischrift, zoals Devanagari, Bengaals schrift, Gurmukhi, Gujarati schrift, Kannada schrift, Malayalam schrift, Odia schrift, Singalees schrift, Tamil schrift, Telugu schrift en Thais schrift. Het Devanagari werd gebruikt voor het Sanskriet (de taal van de klassieke literatuur van het Indisch subcontinent), maar ook onder andere voor het Hindi, Nepalees en het Marathi.

### Alfabetisch schrift
Een alfabet is een gestandaardiseerde set van geschreven symbolen of grafemen die "letters" genoemd worden, en die de fonemen van een gesproken taal schriftelijk vertegenwoordigen. Het woord alfabet is afgeleid van alpha en bèta, de eerste twee symbolen van het Griekse alfabet.
Abjad
Het alfabetisch schrift werd uitgevonden door Semitische volkeren, waarvan de Feniciërs de bekendste waren. Via hun contacten met omringende volkeren namen, met de nodige aanpassingen, de Grieken, Hebreeërs en Arabieren dit alfabet over. Omdat het alfabet oorspronkelijk afkomstig was van Semitische volkeren, bij wie de betekenis van de woorden grotendeels bepaald wordt door de medeklinkers, was dit alfabet een consonantenschrift oftewel een abjad. Een abjad is een alfabetisch schrift waarbij er één letter per medeklinker is. Abjad's verschillen met andere alfabetten omdat zij alleen over letters beschikken voor medeklinkers, klinkers worden meestal niet opgeschreven. De kleitabletten in Ugarit laten al ongeveer dezelfde volgorde van de letters zien als het hedendaagse ABC. Alle abjad's (behalve misschien het Tifinagh) behoren tot de Semitische schriftfamilie en stammen af van het Proto-Sinaïtisch schrift. De reden hiervoor is dat Semitische talen en de verwante Berbertalen over een morfologische structuur beschikken waarbij het aanduiden van klinkers meestal niet nodig is. Sommige abjad's, zoals het Arabisch en Hebreeuws, beschikken wel over tekens voor klinkers. Alhoewel zij deze alleen bij bijzondere aangelegenheden gebruiken, zoals bij het leren lezen en schrijven. De term abjad is zo genoemd wegens de alfabetische volgorde in het Arabisch, namelijk: 'alif, bā', jīm, dāl.
Volledig alfabet
Veel schriften afgeleid van abjad's zijn uitgebreid met tekens voor klinkers, waardoor ze "volledige" of "echte alfabetten" zijn geworden. Dit gebeurde meestal wanneer een schrift werd aangepast aan een niet-Semitische taal. Het bekendste voorbeeld is de ontwikkeling van het Griekse alfabet vanuit het Fenicische alfabet. Toen de Grieken het aanpasten aan hun taal reserveerden ze enkele letters, die in het Grieks niet nodig waren, voor klinkers: de He werd een E, de Samek een O, de Alef een A. Via de Grieken namen ook de Romeinen het over en na de nodige aanpassingen werd dit het Latijnse alfabet. Ook het Cyrillische alfabet is sterk gebaseerd op het Griekse alfabet.
Abugida
Een abugida is een alfabetisch schrift waarvan de basisletters medeklinkers aanduiden met een inherente klinker en waarbij er op een consistente wijze aanpassingen op de basisletters toegepast kunnen worden om andere klinkers aan te duiden. Dus, in een abugida kan er wel of geen letter zijn voor /k/ zonder klinker, maar wel een letter voor /ka/ en /ke/ (door het aanpassen van /ka/). In veel abugida's bedraagt deze aanpassing van basisletters het toevoegen van een klinkerteken, maar er zijn ook andere mogelijkheden zoals het ronddraaien van de basisletters of het toevoegen van diakritische tekens. Het contrast van abugida's met "echte lettergrepenschriften" is dat de laatstgenoemde één apart teken hebben per mogelijke lettergreep en niet over systematische grafische gelijkenissen beschikken. De grafische gelijkenis van de meeste abugida's komt door het feit dat deze afgeleid zijn van abjad's en dat de medeklinkers de basisletters vormen, waarbij de nieuwe klinkertekens maar een toevoeging zijn op de basisletters. Voorbeelden zijn het Ethiopisch schrift en de vele Brahmische schriften van Zuid- en Zuidoost-Azië, die allemaal te herleiden zijn tot het klassieke Brahmischrift.
Koreaans Hangul
Het alfabetische schrift van het Koreaans, de officiële taal van Zuid- en Noord-Korea, is het Hangul (한글), resp. Chosŏn'gŭl (조선글). Het is tevens een fonetisch alfabet. Het bestaat uit tien klinkers en veertien medeklinkers die als lettergrepen in een soort vierkantje worden gegroepeerd. Het ontwerp van de medeklinkerletters is gebaseerd op de vorming en het onderscheiden van spraakklanken. Het is ontwikkeld ten tijde van Sejong de Grote, begin 15e eeuw, om de geletterdheid onder het gewone volk te bevorderen. Het alfabet is zo ontworpen dat laaggeschoolden kunnen leren lezen en schrijven. De datum van publicatie is 9 oktober 1446, wat jaarlijks wordt herdacht.
Geschreven gebarentaal
Ook gebarentalen kunnen opgeschreven worden. Het bekendste gebarenschrift is SignWriting. Voor blinden en slechtzienden is het brailleschrift ontwikkeld, dat een blinddruk is.

#### Alfabetten vergeleken
Hieronder een vergelijking tussen enkele alfabetten
| Letter | Naam   | Betekenis | Getalswaarde | Transliteratie | Corresponderende letter in het | Corresponderende letter in het | Corresponderende letter in het | Corresponderende letter in het |
| Letter | Naam   | Betekenis | Getalswaarde | Transliteratie | Hebreeuws                      | Arabisch                       | Grieks                         | Latijn                         |
| ------ | ------ | --------- | ------------ | -------------- | ------------------------------ | ------------------------------ | ------------------------------ | ------------------------------ |
| Aleph  | ʾāleph | os        | 1            | ʾ              | א                              | ﺍ                              | Αα                             | Aa                             |
| Beth   | bēth   | huis      | 2            | b              | ב                              | ﺏ                              | Ββ                             | Bb                             |
| Gimel  | gīmel  | kameel    | 3            | g              | ג                              | ﺝ                              | Γγ                             | Cc, Gg                         |
| Daleth | dāleth | deur      | 4            | d              | ד                              | ﺩ                              | Δδ                             | Dd                             |
| He     | hē     | venster   | 5            | h              | ה                              | ﻩ                              | Εε                             | Ee                             |
| Waw    | wāw    | haak      | 6            | w              | ו                              | ﻭ                              | (Ϝ ϝ), Υυ                      | Ff, Uu, Vv, Ww, Yy             |
| Zayin  | zayin  | wapen     | 7            | z              | ז                              | ﺯ                              | Ζζ                             | Zz                             |
| Heth   | ḥēth   | hek       | 8            | ḥ              | ח                              | ﺡ                              | Ηη                             | Hh                             |
| Teth   | ṭēth   | wiel      | 9            | ṭ              | ט                              | ﻁ                              | Θθ                             |                                |
| Yodh   | yōdh   | arm       | 10           | y              | י                              | ﻱ                              | Ιι                             | Ii, Jj                         |
| Kaph   | kaph   | palm      | 20           | k              | כ                              | ﻙ                              | Κκ                             | Kk                             |
| Lamedh | lāmedh | prikkel   | 30           | l              | ל                              | ﻝ                              | Λλ                             | Ll                             |
| Mem    | mēm    | water     | 40           | m              | מ                              | ﻡ                              | Μμ                             | Mm                             |
| Nun    | nun    | slang     | 50           | n              | נ                              | ﻥ                              | Νν                             | Nn                             |
| Samekh | sāmekh | vis       | 60           | s              | ס                              |                                | Ξξ, Χχ                         | Xx                             |
| Ayin   | ʿayin  | oog       | 70           | ʿ              | ע                              | ﻉ                              | Οο                             | Oo                             |
| Pe     | pē     | mond      | 80           | p              | פ                              | ﻑ                              | Ππ                             | Pp                             |
| Sade   | ṣādē   | papyrus   | 90           | ṣ              | צ                              | ﺹ                              | (Ϻϻ)                           |                                |
| Qoph   | qōph   | aap       | 100          | q              | ק                              | ﻕ                              | (Ϙϙ)                           | Qq                             |
| Res    | rēš    | hoofd     | 200          | r              | ר                              | ﺭ                              | Ρρ                             | Rr                             |
| Sin    | šin    | tand      | 300          | š              | ש                              | ﺱ                              | Σσ                             | Ss                             |
| Taw    | tāw    | teken     | 400          | t              | ת                              | ﺕ                              | Ττ                             | Tt                             |

In Europa waar het Latijnse alfabet wordt gebruikt zijn in verschillende landen aanpassing gemaakt om de belangrijkste taal te kunnen schrijven.
| Enkele Europese landen | Enkele Europese landen          | Enkele Europese landen |
| Land + taal            | Toegevoegde letters             | Weggelaten letters     |
| ---------------------- | ------------------------------- | ---------------------- |
| Albanië                | ç,ë                             | w                      |
| Denemarken             | å,æ,ø                           |                        |
| Duitsland              | ä,ö,ü,ß                         |                        |
| Finland                | ä,ö                             | b,c,f,q,w,x,z          |
| Frankrijk              | à,â,ç,ë,é,è,ê,ï,î,ô,œ,ü,ù,û     | k,w                    |
| Hongarije              | á,é,í,ó,ö,ő,ú,ü,ű               | q,w,x                  |
| Ierland                | á,é,í,ó,ú                       | j,k,q,v,w,x,y,z        |
| IJsland                | á,æ,é,í,ó,ö,ú,ý,ð,þ             | c,q,w                  |
| Italië                 | à,è,ì,ò,ù                       | j,k,w,x,y              |
| Noorwegen              | å,æ,ø                           |                        |
| Polen                  | ą,ć,ę,ł,ń,ó,ś,ź,ż               | j,q,v,x                |
| Portugal               | ã,á,à,ç,ë,é,è,ê,ï,í,ó,ò,ô,õ,ü,ú | k,w,y                  |
| Roemenië               | ǎ,â,î,ş,ţ                       | k,q,w,y                |
| Slowakije              | á,č,ď,é,ě,í,ň,ó,ř,ť,ú,ů,ý,ž     | q,w,x                  |
| Spanje                 | á,é,í,ñ,ó,ü,ú                   |                        |
| Tsjechië               | ä,á,č,ď,é,í,ľ,ň,ó,ô,ŕ,š,ť,ú,ý,ž | q,w,x                  |
| Zweden                 | å,ä,ö                           |                        |
| 1.                     |                                 |                        |

## Schrijfrichting

Schrijfrichtingen in de wereld:
Naar rechts (naar beneden)
Naar links (naar beneden)
Naar beneden (naar rechts)
Zowel naar rechts als naar links
Zowel naar beneden als naar rechts

De schrijfrichting is de richting waarin in een geschreven taal de letters of karakters opgeschreven worden en waarin men deze ook leest. Zo is de schrijfrichting in het Nederlands en andere Latijnse schriften van links naar rechts en in het Arabisch van rechts naar links. De schrijfrichting kan ook vrij zijn, zoals in het Tifinagh, waarin niet alleen van links naar rechts of andersom, maar ook van boven naar beneden of andersom geschreven kan worden.

### Geschiedenis
Egyptische hiërogliefen werden geschreven van links naar rechts of andersom, waarbij het gezicht van menselijke en dierlijke hiërogliefen naar het begin van de regel gedraaid was. Het vroege alfabet kon zowel horizontaal als verticaal in verschillende richtingen geschreven worden, gewoonlijk volgens het boustrofedonsysteem: men schreef eerst een regel in een bepaalde horizontale richting, draaide de richting aan het eind van de regel om en schreef vervolgens in tegenovergestelde richting.
Het Griekse alfabet en de opvolgers daarvan werden gekenmerkt door een schrijfrichting van links naar rechts en van boven naar beneden, hoewel de richting bij de vroege Grieken (ca. 800 tot 600 v.Chr.) aanvankelijk nog vrij was. Andere schriften, zoals het Arabisch en Hebreeuws, volgden de tegenovergestelde richting. In schriften gebaseerd op Chinese karakters wordt van oudsher verticaal (van boven naar beneden) en van rechts naar links geschreven, maar tegenwoordig is de schrijfrichting dikwijls omgedraaid (van links naar rechts, van boven naar beneden) als gevolg van de westerse invloed, de groeiende behoefte om woorden in het Latijns alfabet weer te geven en de technische beperkingen van populaire elektronische bestandsformaten. Het traditionele Mongoolse schrift, dat tegenwoordig nog in Binnen-Mongolië wordt gebruikt, loopt van boven naar beneden (en van links naar rechts).
Het Oudturkse alfabet en de opvolgers daarvan zijn uniek in zoverre dat de schrijfrichting daar van boven naar beneden en van links naar rechts is. Deze schrijfrichting vindt haar oorsprong in een oude Semitische schrijfrichting, waarbij de pagina 90 graden tegen de wijzers van de klok in werd gedraaid om overeen te komen met het uiterlijk van het verticale Chinese schrift. In verschillende schriften in de Filipijnen en Indonesië, zoals het Hanunó'o, lopen de regels traditioneel van de schrijver af, van beneden naar boven, maar zij worden gelezen van links naar rechts.

### Computers
De tekstrichting op een webpagina kan in elk HTML-element worden ingesteld met het attribuut dir. Zo kan <html dir="ltr"> worden gebruikt op pagina's die van links naar rechts moeten worden gelezen, waarbij ltr staat voor left-to-right (van links naar rechts). Het attribuut dir wordt door alle grote browsermerken ondersteund.